# Mohammed al-Khilaiwi
Mohammed Saleh al-Khilaiwi (arabisch محمد صالح محيميد الخليوي, DMG Muḥammad Ṣāliḥ Muḥaymīd al-Ḫilaywiyy; * 21. August 1971 in Dschidda; † 13. Juni 2013 ebenda) war ein saudi-arabischer Fußballspieler. Der Abwehrspieler spielte über zehn Jahre beim Ittihad FC und war für die saudi-arabische Nationalmannschaft aktiv.

## Karriere

### Verein
Mohammed al-Khilaiwi spielte von 1989 an über zehn Jahre für den Ittihad FC in seiner Geburtsstadt Dschidda. Mit dem Verein gewann er viermal die saudi-arabische Meisterschaft sowie dreimal den saudi-arabischen Pokal. 2003 wechselte er zu al-Ahli, wo er 2005 seine Karriere beendete.

### Nationalmannschaft
al-Khilaiwi debütierte am 20. Oktober 1992 bei einer 1:3-Niederlage gegen Argentinien für die saudi-arabische Nationalmannschaft. Sein erstes Tor erzielte er am 16. Dezember 1997 beim Confederations Cup gegen Australien. Er nahm mit der Mannschaft an den Weltmeisterschaften 1994 in den Vereinigten Staaten und 1998 in Frankreich teil sowie an den Olympischen Spielen 1996 in Atlanta. Am 9. Mai 1998 absolvierte al-Khilaiwi bei einem 2:1-Sieg im Freundschaftsspiel gegen Trinidad und Tobago sein 100. Länderspiel. Nach einem 2:1-Sieg gegen den Irak am 5. Oktober 2001 beendete er nach 163 Spielen seine Nationalmannschaftskarriere. Damit steht er auf Platz neun der Fußballspieler mit den meisten Länderspielen.

## Erfolge
Ittihad FC
- Saudi-arabischer Meister: 1996, 1997, 2000, 2003
- Saudi-arabischer Pokalsieger: 1991, 1997, 2001

## Tod
Mohammed al-Khilaiwi starb am 13. Juni 2013 in Dschidda im Alter von 41 Jahren an einem Herzfehler.